# I Turchi alla scoperta dell'America
I turchi alla scoperta dell'America è un romanzo dello scrittore brasiliano Jorge Amado, pubblicato nel 1994. Dal romanzo è stata tratta la telenovela Porto dos Milagres.

## Trama
Si narra la storia di due personaggi principali, il siriano Jamil Bichara e il libanese Raduan Murad, arrivati in Brasile nel 1903 stabilitisi nella regione del cacao del sud di Bahia. Raduan vuole convincere Jamil a sposare Adma, figlia del proprietario di una merceria, allo scopo di ereditare gli affari del suocero.

## Critica
Amado considerava questo un "romanzetto", il libro però è stato salutato da José Saramago come un "prodigio dell'arte della narrazione".